# Asterostroma cremeofulvum
Asterostroma cremeofulvum är en svampart som beskrevs av Parmasto 1970. Asterostroma cremeofulvum ingår i släktet Asterostroma och familjen Lachnocladiaceae.   Inga underarter finns listade i Catalogue of Life.